# Bodil de la meilleure actrice
Le Bodil de la meilleure actrice (Bodilprisen for bedste kvindelige hovedrolle), est une récompense cinématographique danoise décernée chaque année depuis 1948 par la Danske Filmkritikere (da), laquelle décerne également tous les autres Bodils.

## Palmarès
Note : L'année indiquée est celle de la cérémonie, récompensant les films sortis au cours de l'année précédente.

### Années 1940
- 1948 : Bodil Kjer (Soldaten og Jenny)
- 1949 : Karin Nellemose (Kampen mod uretten)

### Années 1950
- 1950 : Astrid Villaume (Susanne)
- 1951 : non décerné
- 1952 : Bodil Kjer (Mød mig på Cassiopeia)
- 1953 : non décerné
- 1954 : Tove Maës (Himlen er blå)
- 1955 : Birgitte Federspiel (La Parole)
- 1956 : Sigrid Horne-Rasmussen (Altid ballade)
- 1957 : Birgit Sadolin (Tre piger fra Jylland)
- 1958 : Clara Pontoppidan (En kvinde er overflødig)
- 1959 : Birgitte Federspiel (L'étranger frappe à la porte)

### Années 1960
- 1960 : Bodil Ipsen (Tro, håb og kærlighed)
- 1961 : Lise Ringheim (Den sidste vinter)
- 1962 : non décerné
- 1963 : Helle Virkner (Den kære familie)
- 1964 : Laila Andersson (Gudrun)
- 1965 : Lone Hertz (Tine)
- 1966 : non décerné
- 1967 : Lone Hertz (Uro)
- 1968 : Harriet Andersson (Mennesker mødes og sød musik opstår i hjertet)
- 1969 : non décerné

### Années 1970
- 1970 : Anne-Lise Gabold (Midt i en jazztid)
- 1971 : Tove Maës (Det er nat med fru Knudsen)
- 1972 : non décerné
- 1973 : Lotte Tarp (Farlige kys)
- 1974 : non décerné
- 1975 : Agneta Ekmanner (Per)
- 1976 : Ghita Nørby (Den korte sommer)
- 1977 : non décerné
- 1978 : non décerné
- 1979 : Kirsten Olesen (Honning Måne)

### Années 1980
- 1980 : non décerné
- 1981 : Karen Lykkehus (Næste stop - Paradis)
- 1982 : Solbjørg Højfeldt (Slingrevalsen)
- 1983 : Tove Maës (Felix)
- 1984 : Line Arlien-Søborg (Skønheden og udyret)
- 1985 : non décerné
- 1986 : Stine Bierlich (Ofelia kommer til byen)
- 1987 : Kirsten Lehfeldt (Flamberede hjerter)
- 1988 : non décerné
- 1989 : Karin Skands (Himmel og helvede)

### Années 1990
- 1990 : Ghita Nørby (Notre dernière valse)
- 1991 : Trine Dyrholm (Springflod)
- 1992 : Ghita Nørby (Freud flytter hjemmefra)
- 1993 : Anne Louise Hassing (Kærlighedens smerte)
- 1994 : Sofie Gråbøl (Sort høst)
- 1995 : Kirsten Rolffes (L'Hôpital et ses fantômes)
- 1996 : Puk Scharbau (Kun en pige)
- 1997 : Emily Watson (Breaking the Waves)
- 1998 : Sidse Babett Knudsen (Let's Get Lost)
- 1999 : Bodil Jørgensen (Les Idiots)

### Années 2000
- 2000 : Sidse Babett Knudsen (Den eneste ene)
- 2001 : Björk (Dancer in the Dark)
- 2002 : Stine Stengade (En kærlighedshistorie)
- 2003 : Paprika Steen (Okay)
- 2004 : Birthe Neumann (Lykkevej)
- 2005 : Connie Nielsen (Brothers)
- 2006 : Trine Dyrholm (Fluerne på væggen)
- 2007 : Trine Dyrholm (Soap)
- 2008 : Noomi Rapace (Daisy Diamond)
- 2009 : Lene Maria Christensen (Frygtelig lykkelig)

### Années 2010
- 2010 : Charlotte Gainsbourg (Antichrist)
- 2011 : Trine Dyrholm (Revenge)
- 2012 : Lene Maria Christensen (En familie)
- 2013 : Sara Hjort Ditlevsen (Undskyld jeg forstyrrer)
- 2014 : Charlotte Gainsbourg (Nymphomaniac)
- 2015 : Danica Curcic (Silent Heart, Stille hjerte)
- 2016 : Mille Lehfeldt (Lang historie kort)
- 2017 : Trine Dyrholm (La Communauté)
- 2018 : Amanda Collin (En frygtelig kvinde (da))
- 2019 : Victoria Carmen Sonne (Holiday)

### Années 2020
- 2020 : Trine Dyrholm (Dronningen)
- 2021 : Kaya Toft Loholt (A Perfect Family)